# 歐澤天津
歐澤天津（藏語：འོད་གསལ་བསྟན་འཛིན་，威利转写：`od gsal bstan `dzin，Ösel Tendzin，1943年6月28日—1990年），原名小湯瑪士·弗雷德里克·瑞奇（英語：Thomas Frederick Rich, Jr.），生於美國新澤西州巴賽克（Passaic），美國佛教信徒，為丘揚創巴仁波切的門徒，是最早在西方世界推廣藏傳佛教的人士之一。
1976年丘揚創巴將噶舉派傳承與寧瑪派傳承授與歐澤天津，使歐澤天津成為第一位持有這兩個法脈的白人。1990年，歐澤天津死於愛滋病。

## 爭議
丘揚創巴死後，歐澤天津爆發性醜聞。由於歐澤天津是雙性戀者，以修行雙身法為由，與多名女性信徒及男性信徒有長期性關係，並將愛滋病傳染至他們，造成嚴重的醜聞及一連串的訴訟。這些事件引起第十四世达赖喇嘛的關注，在頂果欽哲介入後，歐澤天津離開道場，在加州過世。